# Кахулски държавен университет
Кахулски държавен университет „Богдан Хашдеу“ (на молдовски: Universitatea de Stat "Bogdan Petriceicu Haşdeu") е висше учебно заведение в град Кахул, Молдова. Университетът е основан на 7 юни 1999 година. Негов ректор е Андрей Попа.

## Факултети
Университетът има три факултета:
- Факултет по филология и история
- Факултет по право и публична администрация
- Факултет по компютърни науки и математика